# The Natural Disasters
I Natural Disasters sono stati un tag team di wrestling attivo all'inizio degli anni novanta nella World Wrestling Federation, composto da Eartquake e Typhoon.

## Storia
Nell'estate del 1991, Earthquake aveva da poco terminato un feud con Jake Roberts, al quale aveva "ucciso" il pitone Damien (kayfabe), quando sembrò intenzionato a riesumare un vecchio feud del 1990 con l'enorme Tugboat, un beniamino dei fan, amico fidato di Hulk Hogan. Durante un tag-team match a 6 uomini, dove Earthquake lottava insieme ai Nasty Boys e Tugboat con i Bushwhackers, improvvisamente il "buon" Tugboat tradì i suoi compagni di squadra unendosi alla squadra di Earthquake riducendo a mal partito i due neozelandesi con un big splash. Dopo essere passato dalla parte dei cattivi, Tugboat cambiò il proprio nome in Typhoon ed insieme a Earthquake formò il tag team "The Natural Disasters", i "disastri naturali: terremoto + tifone", una delle coppie più imponenti e pesanti del mondo del wrestling. Adottarono entrambi un costume simile, principalmente di colore rosso, bianco, e nero, con impresso sullo stomaco un disegno raffigurante il proprio nome di battaglia.
I primi avversari ad essere spazzati via dai "disastri naturali" furono i Bushwhackers, a SummerSlam (1991). Dopo aver distrutto i Bushwhackers, i Disasters presero di mira André the Giant che aveva assistito al match a bordo ring sorretto da una stampella a causa di un infortunio. L'assalto venne fermato dai Legion of Doom che scacciarono i Natural Disasters dando vita alla faida tra i due team.
Il primo confronto importante tra le due coppie si ebbe durante le Survivor Series '91. Typhoon fu eliminato a causa di una incomprensione con il compagno di squadra Irwin R. Schyster, e quindi Earthquake decise di andarsene via con lui per solidarietà, dando campo libero ai Legion of Doom che vinsero il match. A partire da novembre, i Disasters sfidarono diverse volte i Legion of Doom per i titoli mondiali di coppia senza però riuscire mai a prevalere in maniera netta. Alla Royal Rumble del 1992, i Natural Disasters ebbero la più grande opportunità di aggiudicarsi le cinture, ma riuscirono a vincere l'incontro solamente per count-out e i titoli rimasero quindi ai Legion of Doom.

## Turn face e separazione
In febbraio, il manager dei Natural Disasters, Jimmy Hart, guidò la coppia dei Money Inc. (Ted DiBiase & Irwin R. Schyster) alla vittoria del WWF tag-team championship sconfiggendo proprio i Legion of Doom che poco dopo lasciarono la WWF. I Natural Disasters rimasero sconvolti ed irritati dal fatto che il loro manager li avesse fatti scavalcare nella corsa al titolo da un altro tag team, e decisero di licenziarlo passando dalla parte dei "buoni". Earthquake & Typhoon si incontrarono una prima volta con i Money Inc. a WrestleMania VIII, dove ancora una volta vinsero il match ma solo per conteggio fuori dal ring degli avversari.

### WWF World Tag Team Championship (1992)
I Disasters non desistettero fino a quando non riuscirono finalmente a vincere le cinture battendo DiBiase & Schyster il 20 luglio 1992.
Dopo aver perso i titoli, i Money Inc. iniziarono un feud con i rientranti Legion of Doom, e la qual cosa diede l'opportunità ai Natural Disasters di difendere le loro cinture contro altri avversari meno ostici come i Beverly Brothers (guidati dal manager The Genius), che sconfissero sonoramente a SummerSlam 1992. Successivamente, i Disasters furono sfidati sia dai Nasty Boys che dai Money Inc., tag team entrambi clienti di Jimmy Hart. I Money Inc. riuscirono a riconquistare le cinture di campioni sconfiggendo i Natural Disasters nell'ottobre 1992. Perso il titolo, la carriera della coppia entrò nella fase calante, l'ultima apparizione di rilievo fu quella alle Survivor Series 1992 dove entrambi furono eliminati dai Money Inc.
Nel 1993, Earthquake & Typhoon iniziarono a dare segni di insofferenza l'uno verso l'altro, in particolare durante la Royal Rumble 1993 dove Earthquake eliminò inaspettatamente proprio Typhoon. I Disasters non ebbero comunque il tempo di iniziare un feud tra di loro perché Earthquake lasciò la WWF all'inizio del 1993.

## Dopo lo scioglimento
Typhoon restò per qualche tempo nella WWF anche dopo l'abbandono di Earthquake, ma non ebbe particolare successo come combattente singolo. Poi, a metà 1993 passò alla WCW dove si rese protagonista del famigerato episodio del debutto di "Shockmaster".
Nel corso del 1993, Earthquake andò a combattere in Giappone, ma effettuò un breve ritorno in WWF nel 1994 per combattere un “Sumo Vs Sumo” match contro Yokozuna. Earthquake tornò poi ancora in WWF nel 1998 con la nuova gimmick di Golga, un lottatore mascherato muto membro della stable "Human Oddities".
Nel 2001, la WWF ospitò una sorta di riunione dei Natural Disasters quando entrambi i wrestler parteciparono alla Gimmick Battle Royal di WrestleMania X-Seven, ma Fred Ottman lottò come Tugboat e non come Typhoon, tuttavia Bobby Heenan fece cenno della loro precedente alleanza. Curiosamente, fu ancora Earthquake ad eliminare l'ex compagno di coppia Tugboat. Nel 2025 i Natural Disasters furono inseriti nella WWE Hall of Fame.

## Nel wrestling

### Mosse finali
- Earthquake Splash (Running seated senton) (Earthquake)
- Tidal Wave (Big splash) (Typhoon)

### Manager
- Jimmy Hart[17]

## Titoli e riconoscimenti
- Super World of Sports
  - SWS Tag Team Championship (1)
- World Wrestling Federation
  - WWF Tag Team Championship (1)